# Напугать Джессику до смерти
Напугать Джессику до смерти (англ. Let's Scare Jessica to Death) — американский фильм ужасов 1971 года с Зорой Ламперт в главной роли.

## Сюжет
Главная героиня, Джессика (Ламперт), только что прошедшая лечение в психиатрической клинике, её муж Дункан (Хейман) и их общий друг Вуди (О’Коннор) решают переехать из Нью-Йорка в маленький городок в Коннектикуте и приобретают старинный особняк. Прибыв туда, они сталкиваются с Эмили (Костелло) — девушкой-хиппи, которая поселилась в доме, найдя его покинутым. На новом месте Джессика начинает слышать странные голоса, а Эмили, как ей кажется, заигрывает с её мужем; тем не менее, она предлагает девушке остаться в особняке на некоторое время.
Во время купания в близлежащем озере Джессика видит под водой утопленницу, зовущую её к себе, и приходит в ужас. Отправившись в городок, чтобы продать часть найденных в доме вещей, Дункан и Джессика узнают от торговца антиквариатом Доркера, что около века назад девушка по имени Абигайль, жившая в купленном ими особняке, утонула в озере накануне собственной свадьбы. Доркер сообщает, что среди местных жителей ходят мрачные легенды о доме; утверждают даже, что Абигайль стала вампиршей и до сих пор жива. Вскоре Джессика встречает странную немую девушку, которая приводит её к окровавленному трупу Доркера, однако ей так и не удаётся понять, действительно ли она стала свидетельницей убийства или же то была галлюцинация. Она, однако, замечает, что в городке совсем нет женщин, а все его жители носят бинты или покрыты шрамами.
Тем временем Эмили соблазняет Дункана. Джессика замечает, что фотография Абигайль, оставшаяся в доме, как две капли воды похожа на Эмили, и говорит ей об этом; та гипнотизирует её, отводит к воде и пытается утопить, но Джессике удаётся убежать. Ночью Дункан кусает Джессику в шею, после чего у её кровати появляется Эмили в сопровождении жителей городка: выясняется, что она — действительно Абигайль, превратившаяся в вампиршу и постепенно сделавшая своими слугами всех мужчин в округе. Джессика вырывается и добирается до лодки, на которой надеется спастись; когда преследующий её Дункан бросается в воду и пытается забраться в лодку, она убивает его багром. Зритель так и остаётся в неведении относительно истинных причин происшедшего: возможно, история Абигайль правдива, а может быть, всё это — не более чем порождение воспалённого воображения психически неуравновешенной Джессики.

## Актёрский состав
- Зора Ламперт — Джессика
- Бартон Хейман — Дункан
- Кевин О’Коннор — Вуди
- Мариклер Костелло — Эмили/Абигайль
- Алан Мэнсон — Доркер
- Гретчен Корбетт — немая девушка

## Отзывы критиков
Реакция кинокритиков на фильм оказалась преимущественно негативной. Роджер Гринспун из The New York Times в своей рецензии заметил, что Джон Хэнкок рассчитывал продолжить традицию «вампирских фильмов для думающих людей», однако выразил разочарование картиной. По словам Гринспуна, примерно через полчаса после начала фильма сюжет «теряет всякий смысл», а характер главной героини «оказался слишком сложен» для Ламперт. Эрик Хендерсон из Slant Magazine, напротив, похвалил игру Зоры Ламперт, однако резко отрицательно оценил все остальные составляющие картины, назвав её вялой и вторичной, опирающейся на традиции вампирских фильмов, эксплуатировавших лесбийскую тематику, и «бесцветной».
Феликс Васкес с сайта Cinema Crazed охарактеризовал фильм как «переоценённую классику жанра ужасов». По его мнению, сильными сторонами «Напугать Джессику до смерти» можно считать хорошо переданное ощущение безумия и отсутствие однозначной трактовки событий, слабыми же — скучный сюжет, который то разгоняется, то вновь замедляется, и непривлекательный образ главной героини.
Тем не менее, картина заняла место среди классических лент в жанре хоррор. Стивен Кинг упомянул её в числе своих любимых фильмов в книге «Пляска смерти».

## Издания
- VHS: 1980-е
- DVD: 2006, Paramount Pictures